# روی مدودف
روی مدودف (روسی: Рой Алекса́ндрович Медве́дев؛ زادهٔ ۱۴ نوامبر ۱۹۲۵) دانشمند در زمینه مطالعات روسی و روزنامه‌نگاری تحقیقی اهل اتحاد جماهیر شوروی است. وی یک نویسنده سیاسی است. او یک تاریخ‌نویس دگراندیشاستالینیسم است، با کتاب «بگذار تاریخ قضاوت کند» (به روسی: К суду истории) که اولین بار در سال ۱۹۷۲ به زبان انگلیسی منتشر شد.

## زندگی‌نامه
مدودف در تفلیس، اتحاد جماهیر شوروی در جمهوری قفقاز به دنیا آمد. او یک برادر دوقلوی مثل خود به نام ژورس مدودف که زیست‌شناس است داشت که در سال ۲۰۱۸ درگذشت. از دیدگاه مارکسیستی، روی به دبیرکل سابق شوروی ژوزف استالین و به‌طور کلی استالینیسم در دوران اتحاد جماهیر شوروی انتقاد داشت. در اوایل دهه ۱۹۶۰ مدودف در انتشارات سامیزدات مشغول به کار بود. او از ماهیت غیرعلمی لیسنکوئیسم (یک کارزار سیاسی به رهبری تروفیم لیسنکو علیه ژنتیک و کشاورزی علم بنیان در اواسط قرن بیستم بود) انتقاد داشت.
مدودف در سال ۱۹۶۹ پس از انتشار کتابش در خارج از کشور، «اجازه دهید تاریخ قضاوت کند»، از حزب کمونیست اخراج شد. این کتاب در زمانی که مبلغان رسمی شوروی در تلاش برای احیای موضع دبیرکلی سابق بودند، از ژوزف استالین و استالینیسم انتقاد کرد. «اجازه دهید تاریخ قضاوت کند» تفکر مخالفی را که در دهه ۱۹۶۰ در میان روشنفکران شوروی که به دنبال نسخه رفرمیستی سوسیالیسم مانند مدودف بودند، ظهور کرد. او همراه با آندره ساخاروف و دیگران، در سال ۱۹۷۰ در نامه‌ای سرگشاده به رهبری شوروی موضع خود را اعلام کردند. مدودف در کتابی که با برادر دوقلویش، ژورس، «پرسشی از جنون» نوشته شده‌است، تعهد غیرارادی ژورس را در روان‌پزشکی کالوگا شرح می‌دهد. واژه بیمارستان روان‌پزشکی (به سوء استفاده سیاسی از روان‌پزشکی در اتحاد جماهیر شوروی مراجعه کنید). ژورس، یک زیست‌شناس مخالف بود، او با اشاره به بیمارستان روان‌پزشکی در مورد دخالتش با سامیزدات که یک نشریه زیرزمینی است و کتابش به نام «ظهور و سقوط تروفیم لیسنکو» مورد بازجویی قرار گرفت. ژورس در دهه ۱۹۷۰ به بریتانیا تبعید شد.
مدودف در سال ۱۹۸۹ پس از آنکه میخائیل گورباچف برنامه اصلاحات تدریجی سیاسی و اقتصادی خود پرسترویکا و گلاسنوست را آغاز کرد، دوباره به حزب کمونیست پیوست. او در کنگره نمایندگان خلق اتحاد جماهیر شوروی انتخاب شد و به عنوان عضو شورای عالی، در بدنه کاری دائمی کنگره، انتخاب شد. پس از فروپاشی اتحاد جماهیر شوروی در سال ۱۹۹۱، مدودف و ده‌ها تن از نمایندگان سابق کمونیست پارلمان‌های شوروی و روسیه، حزب سوسیالیست کارگران زحمتکش را تأسیس کردند و رئیس مشترک این حزب شدند.

## انتشارات به زبان انگلیسی

### کتاب‌ها
- «بگذارید تاریخ قضاوت کند»: (به روسی: К суду истории) منشأ و پیامدهای استالینیسم، آلفرد آ. ناپف، نیویورک، ۱۹۷۲  ISBN 0-394-44645-3
- دربارهٔ دموکراسی سوسیالیستی، آلفرد آ. ناپف، نیویورک، ۱۹۷۵، ISBN 0-394-48960-8
- مسائلی در زندگینامه ادبی میخائیل شولوخف، انتشارات دانشگاه کمبریج، ۱۹۷۷
- خروشچف، بلکول، آکسفورد، دابل‌دی، نیویورک ۱۹۸۳، ISBN 0-385-18387-9
- انقلاب اکتبر، انتشارات دانشگاه کلمبیا، نیویورک، ۱۹۷۹، ISBN 0-09-462900-5
- پرسشی از جنون (با ژورس مدودف). آلفرد A. Knopf، نیویورک. 1971  ISBN 0-394-47900-9 ISBN 0-14-003783-7
- نیکیتا خروشچف: سالهای قدرت (با ژورس مدودف). ۱۹۸صفحه. انتشارات دانشگاه کلمبیا، ۱۹۷۶، ISBN 0-231-03939-5
- انتشارات دانشگاه کلمبیا در مورد مخالفت شوروی، ۱۹۷۹، ISBN 0-231-04812-2
- فیلیپ میرونف و جنگ داخلی روسیه (با سرگئی استاریکف)، آلفرد آ. ناپف، ۱۹۷۸، ISBN 0-394-40681-8
- لنینیسم و سوسیالیسم غربی نسخه، ۱۹۸۱، ISBN 0-86091-739-8
- نیکولای بوخارین: سالهای آخر. ۱۷۶صفحه. W. W. Norton & Company, 1983, ISBN 0-393-30110-9
- بگذارید تاریخ قضاوت کند: ریشه‌ها و پیامدهای استالینیسم (نسخه بازبینی شده و توسعه یافته)، انتشارات دانشگاه کلمبیا، ۱۹۸۹، ISBN 0-231-06350-4
- روسیه پس از شوروی: سفری در طول دوران یلتسین (با جورج شرایور)، ۳۹۴صفحه، انتشارات دانشگاه کلمبیا، ۲۰۰۲، ISBN 0-231-10607-6
- استالین ناشناخته (به همراه ژورس مدودف)، مطبوعات چشم‌انداز، ۳۳۶صفحه، ۲۰۰۴، ISBN 1-58567-502-4
- چین و ابرقدرت‌ها ریحان بلک ول. آکسفورد، ۱۹۸۶، ISBN 0-631-13843-9

### مقالات
- ساخاروف، آندره؛ تورچین، والنتین؛ مدودف، روی (۶ ژوئن ۱۹۷۰). "نیاز به دموکراسی سازی". بررسی شنبه: ۲۶–۲۷.
- ساخاروف، آندره؛ تورچین، والنتین؛ مدودف، روی (تابستان ۱۹۷۰). "نامه ای سرگشاده". نظرسنجی: ۱۶۰–۱۷۰.
- مدودف، روی (۱۹۷۴). "مجمع الجزایر گولاگ". بررسی چپ استرالیا ۱ (۴۵): ۲۵–۳۳.
- مدودف، روی (ژوئیه ۱۹۷۴). "دربارهٔ کتاب مجمع الجزایر گولاگ سولژنیتسین". مطالعات اتحاد جماهیر شوروی در ادبیات. ۱۰ (۳): 44-62. doi: 10.2753/RSL1061-۱۹۷۵۱۰۰۳۴۴.
- مدودف، روی (ژانویه-فوریه ۱۹۷۴). "مشکلات دموکراتیک سازی و تنش زدایی". بررسی چپ جدید. ۱ (۸۳): ۲۵–۳۳.
- مدودف، روی (۱ سپتامبر ۱۹۷۴). "چه چیزی در پیش روی ماست؟" نقد جدید چپ (۸۷): ۶۱.
- مدودف، روی (مارس ۱۹۷۹). "آینده مخالفت شوروی". فهرست سانسور. ۸ (۲): 25-31. doi:10.1080/03064227908532898. S2CID ۱۴۴۰۰۷۴۶۸.
- مدودف، روی (۱ ژانویه ۱۹۸۴). «آندروپوف و مخالفان: فضای داخلی تحت رهبری جدید شوروی». مخالفت. ۳۱ (۱): ۹۷–۱۰۲.
- مدودف، روی؛ ولادیموف، گئورگی (مه ۱۹۷۹). «جدال: اختلاف در میان دگراندیشان». فهرست سانسور. ۸(۳): ۳۳–۳۷. doi:10.1080/03064227908532924. S2CID ۱۴۷۱۸۵۲۰۹.
- مدودف، روی (۱ مه ۱۹۸۰). «بحران افغانستان». بررسی چپ جدید. ۱(۱۲۱): ۹۱.
- مدودف، روی؛ مدودف، ژورس (۱۹۷۶). «سخنرانی مخفیانه خروشچف». بررسی چپ استرالیا ۱ (۵۲): ۳۴–۳۷.
- مدودف، روی؛ مدودف، ژورس (نوامبر-دسامبر ۱۹۸۱). اتحاد جماهیر شوروی و مسابقه تسلیحاتی. بررسی چپ جدید. ۱ (۱۳۰).
- مدودف، روی؛ مدودف، ژورس (۱۹۸۲). «سامیزدات هسته ای در مسابقه تسلیحاتی آمریکا». ملت. ۲۳۴ (۲): ۳۸.